# Проповедник Папского Дома
Проповедник Папского Дома, известный также как Апостольский проповедник — церковная должность в Римской курии. Исключительно это лицо преподаёт духовные медитации Папе римскому и другим высшим должностным лицам Святого Престола, будучи единственным священнослужителем, которому разрешено проповедовать Папе. Капуцин отец Роберто Пазолини был назначен на эту должность 9 ноября 2024 года, заменив преподобного отца монах-капуцина кардинала Раньеро Канталамессу.

## История
Должность была создана Папой Павлом IV в 1555 году и изначально была крайне непопулярна среди прелатов. Этому человеку было поручено напоминать членам Папского двора об их соответствующих обязанностях. До этого, четыре генеральных келаря по очереди, проповедовали по воскресеньям Адвента и Великого поста. В соответствии с этим новым постом, один человек будет назначаться от различных религиозных орденов.
В 1753 году в понтификат Папы Бенедикта XIV, было выпущено бреве Inclytum Fratrum Minorum, которое закрепило должность, исключительно для лиц Ордена братьев меньших капуцинов. Было отмечено, что это изменение произошло из-за «примера христианского благочестия и религиозного совершенства, великолепия доктрины и апостольской ревности» встречающейся в Ордене.

## Проповедники Папского Дома
- отец Франсиско ди Джези, капуцин — (? — 1532);
- отец Каллисто Форнари, латеранский каноник — (1532 — ?);
- отец Франсиско де Толедо Эррара, иезуит — (1569—1593);
- отец Амброджо Бранди, доминиканец — (1593—1595);
- отец Ансельмо Марцато, капуцин — (1595—1604);
- отец Педро делла Мадре Дио, кармелит — (1604—1608)
- отец Джеронимо да Нарни, капуцин — (1608—1629);
- отец Никола Риккарди, доминиканец — (1629—1639);
- отец Луиджи Альбрицци, иезуит — (1639—1651);
- отец Джованни Паоло Олива, иезуит — (1651—1673);
- отец Бонавентура Массари из Реканати, капуцин — (1673—1680?);
- отец Томмазо Мария Феррари, иезуит — (1680? — 1692);
- отец Паоло Сеньери, иезуит — (1692—1694);
- отец Франческо Мария Касини, капуцин — (1707—1712);
- отец Бонавентура Барберини, капуцин — (1718—1740);
- отец Микеланджело Франчески да Реджо, капуцин — (1740—1750);
- отец Франческо Мария из Бергамо — (1752—1773);
- отец Джузеппе Мария Лувини из Лугано — (1773—1785);
- отец Пьетро да Комо — (1785—1791);
- отец Пьерантонио да Парма — (1791—1793);
- отец Джованни да Боско Луганезе (в миру Джованни Фраскина) — (1793—1804);
- отец Федерико да Сан Джованни — (1804—1817);
- отец Джузеппе Мария да Пеша — (1817—1820);
- отец Лодовико Микара Фраскатийский — (1820—1827);
- отец Доменико Альфонсо Серафини — (1827—1840);
- отец Луиджи да Баньяйя (в миру Пьетро Паоло Пьетрози) — (1840—1845);
- отец Иньяцио да Роверето — (1845—1847);
- отец Лоренцо Синьяни из Бризигеллы — (1847—1855);
- отец Луиджи Трентский — (1855—1867);
- отец Эусебио Маньер из Монте-Санто — (1867—1881);
- отец Паоло Марко Тей — (1881—1904);
- отец Пасифико Карлетти да Седжано — (1904—1914);
- отец Лука Эрменегильдо Пасетто (Лука Падуанский) — (1914—1921);
- отец Витторио Консильере да Сестри Поненте — (1921—1931);
- отец Виджилио да Вальстанья (Федерико далла Зуанна) — (4 сентября 1931 — 12 мая 1941);
- отец Клементе да Санта-Мария-ди-Пунта (в миру Альбино Вичентини) — (1 июня 1944 — 20 марта 1959);
- отец Иларино Миланский (в миру Альфредо Маркези) — (20 марта 1959 — 23 июня 1980);
- кардинал Раньеро Канталамесса — (23 июня 1980 — 9 ноября 2024);
- отец Роберто Пазолини — (9 ноября 2024 — по настоящее время).